# Gruppenerweiterung
In der Gruppentheorie, einem Teilgebiet der Mathematik, sind Gruppenerweiterungen eine Möglichkeit, Gruppen durch einen Normalteiler und die sich ergebende Faktorgruppe zu beschreiben.
Für Gruppen {\displaystyle G} und {\displaystyle N} ist eine Gruppenerweiterung von {\displaystyle G} durch {\displaystyle N} eine Gruppe {\displaystyle E} mit einem surjektiven Gruppenhomomorphismus {\displaystyle \phi \colon E\to G} und Kern isomorph zu {\displaystyle N}. Mit anderen Worten, es gibt eine exakte Sequenz
{\displaystyle 1\to N\to E\to G\to 1}.
Notwendigerweise ist dann {\displaystyle N} ein Normalteiler und {\displaystyle G} isomorph zur Faktorgruppe {\displaystyle E/N}.
Ein Morphismus zwischen zwei Erweiterungen {\displaystyle \phi \colon E\to G,\phi ^{\prime }\colon E^{\prime }\to G}
derselben Gruppe {\displaystyle G} ist ein Gruppenhomomorphismus {\displaystyle \psi \colon E\to E^{\prime }} mit {\displaystyle \phi ^{\prime }\psi =\phi }.
Als triviale Erweiterung durch {\displaystyle H} bezeichnet man die Projektion {\displaystyle G\times H\to G}. Als zentrale Erweiterung bezeichnet man Erweiterungen, bei denen {\displaystyle N} zum Zentrum von {\displaystyle G} gehört. Insbesondere muss {\displaystyle N} dann eine abelsche Gruppe sein.
Eine spezielle Klasse von Gruppenerweiterungen sind semidirekte Produkte {\displaystyle G\ltimes H}. Eine Erweiterung {\displaystyle \phi \colon E\to G} ist genau dann ein semidirektes Produkt, wenn es einen Homomorphismus {\displaystyle s\colon G\to E} mit {\displaystyle \phi \circ s=id_{G}} gibt. Auch für eine abelsche Gruppe {\displaystyle H} ist ein semidirektes Produkt {\displaystyle G\ltimes H} nur dann eine zentrale Erweiterung, wenn der das semidirektes Produkt definierende Homomorphismus {\displaystyle G\to Aut(H)} trivial ist, es sich also um das direkte Produkt {\displaystyle G\times H} handelt.